# Гоуєн
Гоуєн (Góyą́ń; на мові мескалеро-чирікуанський апаче — «та, яка мудра») (бл. 1857—1903) — апачка XIX століття, відома своїм героїзмом.

## Життєпис

### Молоді роки
Гоуєн народилася приблизно в 1857 році в одній із груп чирікауа-апачі, очолюваній вождем Вікторіо. Ще молодою вийшла заміж.

### Помста за чоловіка
Перший чоловік Гоуєн був убитий під час набігу команчів у 1870-х. Вона пішла на героїчний вчинок, аби помститися за його смерть. Гоуєн пробралася до табору команчів; вождь команчів, який скальпував її чоловіка, спостерігав за переможним танцем біля багаття. Одягнувшись в костюм для церемонії статевого дозрівання, вона прослизнула до кола танцюристів, змогла спокусити п'яного вождя й заманити його у відокремлене місце, де в боротьбі здолала ворога, заколовши ножем, скальпувала його й забрала настегнову пов'язку й мокасини, обшиті бісером. Укравши коня, Гоуєн повернулася до табору апачів. Вона подарувала родичам свого чоловіка скальп і одяг убитого вождя команчів як доказ своєї тріумфальної помсти. Цей вчинок став легендарним в усній історії апачів..

### Битва при Трес-Кастільйосі
Гоуєн була в складі групи Вікторіо в останні дні, коли вони тікали від американських та мексиканських військ уздовж американо-мексиканського кордону. 14 жовтня 1880 року група відпочивала в Трес-Кастільйосі, Мексика, коли їх оточили й атакували мексиканські солдати. Вікторіо та ще 77 апачів були вбиті, а декілька потрапили в полон. Лише 17 апачів врятувались, у тому числі Гоуєн та її маленький син Кайвейкла. Імовірно, її малолітня дочка була вбита під час атаки.

### Подальше життя
Гоуєн вийшла заміж удруге, взявши шлюб із воїном-апачем на ім'я Кайтенне, який також зміг врятуватися під час битви при Трес-Кастільйосі. Згодом Кайтенне був членом групи Нани та Джеронімо на початку 1880-х. Вони з Гоуєн втекли разом із Джеронімо із резервації Сан-Карлос у 1883 році.
Під час утечі, Гоуєн врятувала життя Кайтенне, вбивши чоловіка, який чатував на нього в засідці. У 1886 році Гоуєн зі своєю родиною потрапила в полон до армії США разом із іншими членами групи Джеронімо. Їх утримували як військовополонених у Форт Сілл, штат Оклахома, де вона померла в 1903 році.